# Brian Bennett
Brian Laurence Bennett est un musicien (batterie et piano), compositeur et producteur anglais, né le 9 février 1940 à Palmers Green, près de Londres.
Il est notamment devenu célèbre en étant le deuxième batteur du groupe The Shadows. Ses deux chefs-d'œuvre sont sans aucun doute ses solos de batterie dans "Little B" sur batterie Olympic en 1962 et "Big B" sur un autre album. Deux solos de batterie qui durent plusieurs minutes.
Son fils Warren Bennett a suivi la même voie que son père puisqu'il est percussionniste et multi-instrumentiste et participe aux concerts de The Shadows en tant que musicien additionnel: claviers, accordéon, harmonica et guitare acoustique depuis 1994 et a fait la tournée mondiale 2009/2010 avec le groupe.